# Berhtwald
Berhtwald, Brihtwald ou Beorhtwald est un prélat anglo-saxon mort le 13 janvier 731. Il est le neuvième archevêque de Cantorbéry, de 692 à sa mort. S'il n'est pas le premier Anglais à occuper ce poste, il inaugure une longue série d'archevêques originaires d'Angleterre.
Berhtwald apparaît dans les sources en 679 en tant qu'abbé de Reculver (en), un monastère du Kent. Il est élu archevêque en 692 et se rend en Francie pour y être consacré, puis à Rome pour solliciter l'appui du pape Serge Ier. Son archiépiscopat coïncide avec la fin de la longue période durant laquelle Wilfrid tente de récupérer son titre d'archevêque d'York, et Berhtwald préside deux conciles pour tenter de résoudre ce problème. Il est également le destinataire de la plus ancienne des litterae clausae d'Europe de l'Ouest connues.

## Biographie

### Origines

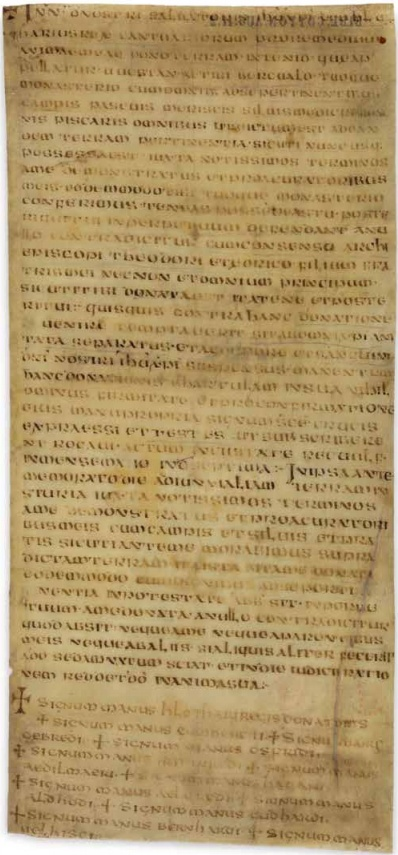
La charte de 679 qui enregistre un don du roi de Kent Hlothhere à l'abbaye de Reculver.

Les origines de Berhtwald et sa jeunesse sont mal connues. Il est probablement né vers le milieu du VIIe siècle. Il est décrit comme abbé du monastère de Reculver (en), dans le Kent, dans une charte datée de mai 679. Cette charte du roi Hlothhere, qui enregistre un don à l'abbaye de Reculver de terrains situés sur l'île de Thanet et à Sturry, est la plus ancienne charte anglo-saxonne connue.

### Élection
Après la mort de Théodore de Tarse, le 19 septembre 690, le siège de Cantorbéry reste vacant pendant près de deux ans jusqu'à l'élection de Berhtwald, le 1er juillet 692. Cette longue vacance s'explique par les troubles que connaît le royaume de Kent durant cette période. Deux prétendants au trône s'opposent : Oswine et Wihtred, sans parler des incursions menées par les souverains voisins comme Cædwalla, roi du Wessex, et Swæfheard, roi d'Essex. Wihtred finit par s'imposer sur le trône de Kent vers 691 ou 692. Dans son récit de l'élection de Berhtwald, Bède indique que Wihtred et Swæfheard règnent sur le Kent, mais le second n'est plus mentionné comme roi après cette date. La vacance du siège s'explique peut-être également par la volonté de Wilfrid, alors en froid avec la cour de Northumbrie, de devenir archevêque de Cantorbéry. Selon Étienne de Ripon, biographe contemporain de Wilfrid, Théodore souhaite que Wilfrid lui succède, et le roi Æthelred de Mercie soutient peut-être lui aussi le transfert de Wilfrid, qui n'a finalement pas lieu.
Berhtwald est consacré le 29 juin 693 en Francie par l'archevêque de Lyon Goduinus ou Godwin. Il choisit probablement d'être sacré sur le continent parce qu'il craint que son élection ne soit pas unanimement approuvée en Angleterre. Il se rend ensuite à Rome pour recueillir l'appui du pape Serge Ier, qui écrit des lettres à plusieurs rois et évêques anglais en faveur du nouvel archevêque. Deux de ces lettres subsistent. Les conditions de leur préservation, liées à la querelle de préséance qui oppose les sièges de Cantorbéry et d'York après la conquête normande, ont incité certains historiens à remettre en doute leur authenticité, mais celle-ci fait désormais consensus parmi les chercheurs. Berhtwald reçoit également de Serge le pallium, symbole de son autorité archiépiscopale.

### Archevêque
Berhtwald partage l'opinion de son prédécesseur selon laquelle les archevêques de Cantorbéry sont les primats de toute la Grande-Bretagne. Il fonde l'évêché de Sherborne et consacre le premier évêque de Selsey, ainsi que l'évêque de Rochester Tobias. C'est sous son épiscopat que le Sussex, dernier royaume païen d'Angleterre, se convertit au christianisme. Berhtwald collabore étroitement avec le roi Wihtred, dont le code de lois, promulgué en 695, exempte d'impôts l'Église. Ce code de lois aborde également d'autres questions religieuses, parmi lesquelles le mariage, la messe dominicale et la lutte contre le paganisme. L'Église reçoit des privilèges supplémentaires, peut-être élaborés par Berhtwald, en 699. Un autre privilège, communément appelé « privilège de Wihtred », aurait placé les monastères du Kent hors de tout contrôle laïc, mais il s'agit en réalité d'un faux du IXe siècle.
L'épiscopat de Berhtwald est marqué par les tentatives de Wilfrid d'occuper à nouveau le siège d'York et d'annuler la division du diocèse d'York en plusieurs petits diocèses, ce à quoi s'oppose Berhtwald. Les problèmes de Wilfrid ont commencé à l'époque de Théodore, qui a profité de l'exil de Wilfrid (en froid avec le roi Ecgfrith de Northumbrie) pour diviser son diocèse, sur quoi l'évêque déchu est allé plaider sa cause devant le pape. En 702, Berhtwald préside le concile d'Austerfield. Bien que le biographe de Wilfrid le décrive comme une réunion de ses ennemis visant à le dépouiller de toutes ses distinctions et possessions, il est plus probable que Berhtwald s'efforce de trouver un compromis entre l'évêque et les Northumbriens. Finalement, le concile propose à Wilfrid de se retirer à Ripon et d'abandonner ses prérogatives d'évêque. Wilfrid refuse et fait à nouveau appel à la papauté. Trois ans plus tard, un nouveau concile décrète que Wilfrid doit recevoir le siège épiscopal de Hexham au lieu de celui d'York.
Il subsiste une lettre de Berhtwald adressée à l'évêque de Sherborne Forthhere. L'archevêque lui demande d'intercéder auprès de l'abbé Beorwold de Glastonbury. Une autre lettre, adressée à Berhtwald par l'évêque de Londres Waldhere, est la plus ancienne litterae clausae connue de toute l'Europe de l'Ouest.

### Mort
Berhtwald meurt le 13 janvier 731. Il subsiste une épitaphe en vers, qui était peut-être gravée sur sa tombe à l'abbaye Saint-Augustin de Cantorbéry,. Un calendrier de saints tardifs produit dans cette abbaye lui attribue une fête le 9 janvier, mais il s'agit de la seule source à indiquer qu'il est l'objet d'un culte. Bien qu'il y ait eu avant lui deux archevêques de Cantorbéry anglo-saxons (Deusdedit et Wighard), Berhtwald inaugure une série ininterrompue d'archevêques d'origine anglaise.